# Maja Hanna Pawłowska
Maja Hanna Pawłowska – polska historyczka literatury francuskiej, dr hab. nauk humanistycznych, profesor nadzwyczajny na Uniwersytecie Wrocławskim.

## Życiorys
29 czerwca 1998 obroniła pracę doktorską Topika francuskiej monofonicznej powieści epistolarnej XVII-XVIII w. (Listy portugalskie, Listy Markizy de M..., Listy Peruwianki), otrzymując doktorat, a 13 listopada 2012 habilitowała się na podstawie oceny dorobku naukowego i pracy zatytułowanej Mimesis a teorie siedemnastowiecznej powieści francuskiej.
Została zatrudniona na stanowisku adiunkta w Instytucie Filologii Romańskiej na Wydziale Filologicznym Uniwersytetu Wrocławskiego, oraz pełni funkcję profesora nadzwyczajnego na Uniwersytecie Wrocławskim.

## Publikacje
- 2005: Jean-Pierre Camus, l’éveque romancier[1]
- 2008: Moyens pour apprendre a traduire de latin en françois de Gaspard de Tende et les règles de la traduction scolaire de comédies de térence[1]
- 2009: Les topoi antiques et le roman épistolaire français des XVII-XVIIIe siècles[1]